# Riegerin
Riegerin är ett berg i Österrike.   Det ligger i distriktet Liezen och förbundslandet Steiermark, i den östra delen av landet, 120 km sydväst om huvudstaden Wien. Toppen på Riegerin är 1 666 meter över havet, eller 107 meter över den omgivande terrängen. Bredden vid basen är 0,78 km.
Terrängen runt Riegerin är bergig österut, men västerut är den kuperad. Runt Riegerin är det ganska glesbefolkat, med 48 invånare per kvadratkilometer.. Närmaste större samhälle är Eisenerz, 17,8 km sydväst om Riegerin. 
I omgivningarna runt Riegerin växer i huvudsak blandskog.